# Alagoinha (kommun i Brasilien, Paraíba, lat -6,96, long -35,51)
Alagoinha är en kommun i Brasilien.   Den ligger i delstaten Paraíba, i den östra delen av landet, 1 700 km nordost om huvudstaden Brasília. Antalet invånare är 13 577.
Följande samhällen finns i Alagoinha:
- Alagoinha

Omgivningarna runt Alagoinha är huvudsakligen savann. Runt Alagoinha är det ganska glesbefolkat, med 42 invånare per kvadratkilometer.